# Haki Beleri
Haki Beleri (ur. 1919, zm. 2003) – albański dziennikarz radiowy oraz tłumacz.

## Życiorys
Po ukończeniu nauki w szkole średniej w Elbasanie pod koniec lat 30. wyjechał do Włoch, gdzie studiował literaturę; został jednak zmuszony do przerwania studiów z powodu II wojny światowej.
Od 1947 do 1976 roku należał do Radia Tirana oraz do radiowej orkiestry TOB. Był odpowiedzialny za przetłumaczenie na język albański oper Madame Butterfly i Tosca Giacomo Pucciniego, Rigoletto Giuseppe Verdiego oraz Poławiacze pereł Georges’a Bizeta.